# گیم‌کیوب

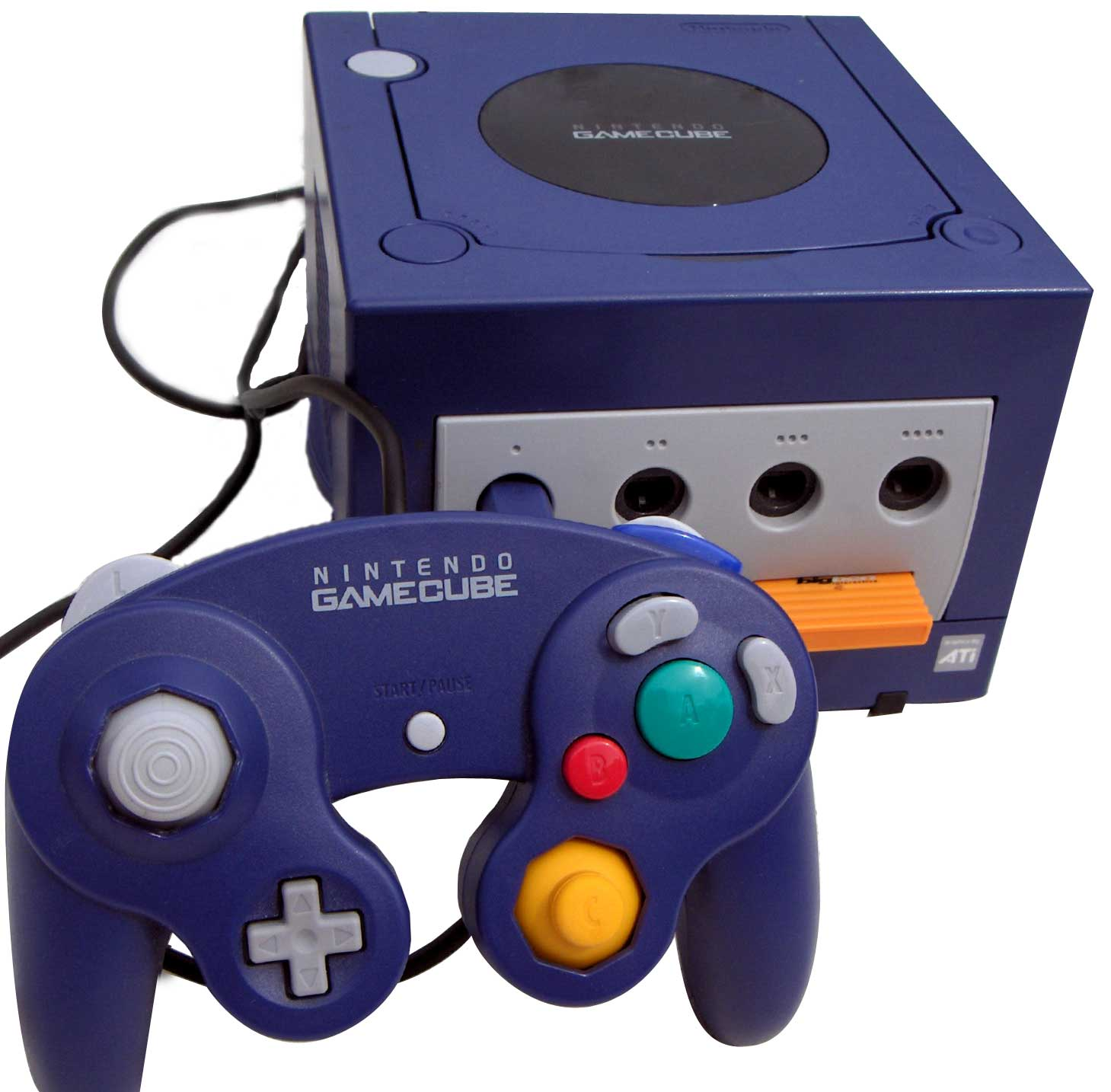
نینتندو گیم‌کیوب

نینتندو گیم‌کیوب (به ژاپنی: ニンテンドーゲームキューブ Nintendō Gēmukyūbu، به انگلیسی: Nintendo GameCube) (اغلب به صورت مختصره NGC در ژاپن و GCN در اروپا و آمریکا نوشته می‌شود) چهارمین کنسول بازی ویدئویی نینتندو که بخشی از ششمین نسل در عصر کنسول‌ها است. گیم‌کیوب جانشین نینتندو ۶۴ و کنسول قبل از نینتندو وی بود.
نینتندو گیم‌کیوب اولین کنسول نینتندو بود که از لوح نوری به عنوان منبع اصلی ذخیره‌سازی استفاده می‌کرد، بعد از اینکه نینتندو چندین قدم بی‌نتیجه در زمینهٔ رسانه‌های دیسک ذخیره‌سازی انجام داد. گیم‌کیوب در مقایسه با کنسول‌های رقیبش، اکس‌باکس و پلی‌استیشن ۲، از مینی‌دی‌وی‌دی به جای دی‌وی‌دی‌های بزرگ استفاده می‌کرد. به این سبب، مانند اکس‌باکس و پلی‌استیشن ۲ قابلیت پشتیبانی از دی‌وی‌دی ویدئو و لوح فشرده آئودیو را نداشت.
این کنسول در ۱۴ سپتامبر ۲۰۰۱ در ژاپن، ۱۸ نوامبر ۲۰۰۱ در آمریکای شمالی، ۳ مه ۲۰۰۲ در اروپا و ۱۷ مه ۲۰۰۲ در استرالیا منتشر شده‌است. گیم‌کیوب ۲۱٫۷۴ میلیون در سرتاسر جهان به فروش رساند.

## بازی‌های زمان عرضه
گیم‌کیوب در آمریکای شمالی با ۱۲ بازی زیر منتشر شده‌است.
| نام                      | سازنده(ها)     | منتشرکننده(ها) |
| ------------------------ | -------------- | -------------- |
| آل اِستار بیسبال          | سرگرمی Acclaim | سرگرمی Acclaim |
| انتقام بتمن              | یوبی‌سافت       | یوبی‌سافت       |
| تاکسی دیوانه             | هیت میکر       | سگا            |
| داوا فری‌استایل بی‌ام‌ایکس۲ | Z-Axis         | سرگرمی Acclaim |
| تارزان دیزنی             | یوبی‌سافت       | یوبی‌سافت       |
| عمارت لوایجی             | نینتندو        | نینتندو        |
| ان‌اف‌ال دیوانه‌کننده ۲۰۰۲  | EA Sports      | Tiburon        |
| ان‌اف‌ال هیتز ۰۲–۲۰        | ای‌اِی جعبه سیاه | میدوی          |
| جنگ ستارگان: رهبر حیله‌گر | فکتور۵         | لوکاس‌آرتز      |
| سوپر مانکی بال           | امیئوزمنت ویژن | سگا            |
| تونی هاک اسکیت حرفه‌ای ۳  | نِورسافت        | اکتیویژن       |
| مسابقه موج               | NST            | نینتندو        |